# Vall de les Mussoles
La Vall de les Mussoles o des Mussoles és una vall d'origen glacial, subsidiària de la Ribera de Sant Nicolau, tributària per l'esquerra del Riu de Sant Nicolau. Es troba dins el terme municipal de la Vall de Boí (Alta Ribagorça), i dins el Parc Nacional d'Aigüestortes i Estany de Sant Maurici.
El seu nom prové «del basc, mun-tzi-ol-a, cabana de l'aturonament, del massís de turons».

## Geografia
La vall es troba per sobre dels 2.000 metres i la seva superfície aproximada és de 5,1 km².
De fet es tracta de dues valls confluents cap al nord-nord-oest: les Mussoles a orient i la Cometa de les Mussoles a ponent. Un quilòmetre per sota del seu punt d'unió, s'hi afegeixen a una tercera més oriental: Montanyó de Llacs, per desguassar al Sant Nicolau, poc més d'un quilòmetre cap al nord, al Planell de Sant Esperit.

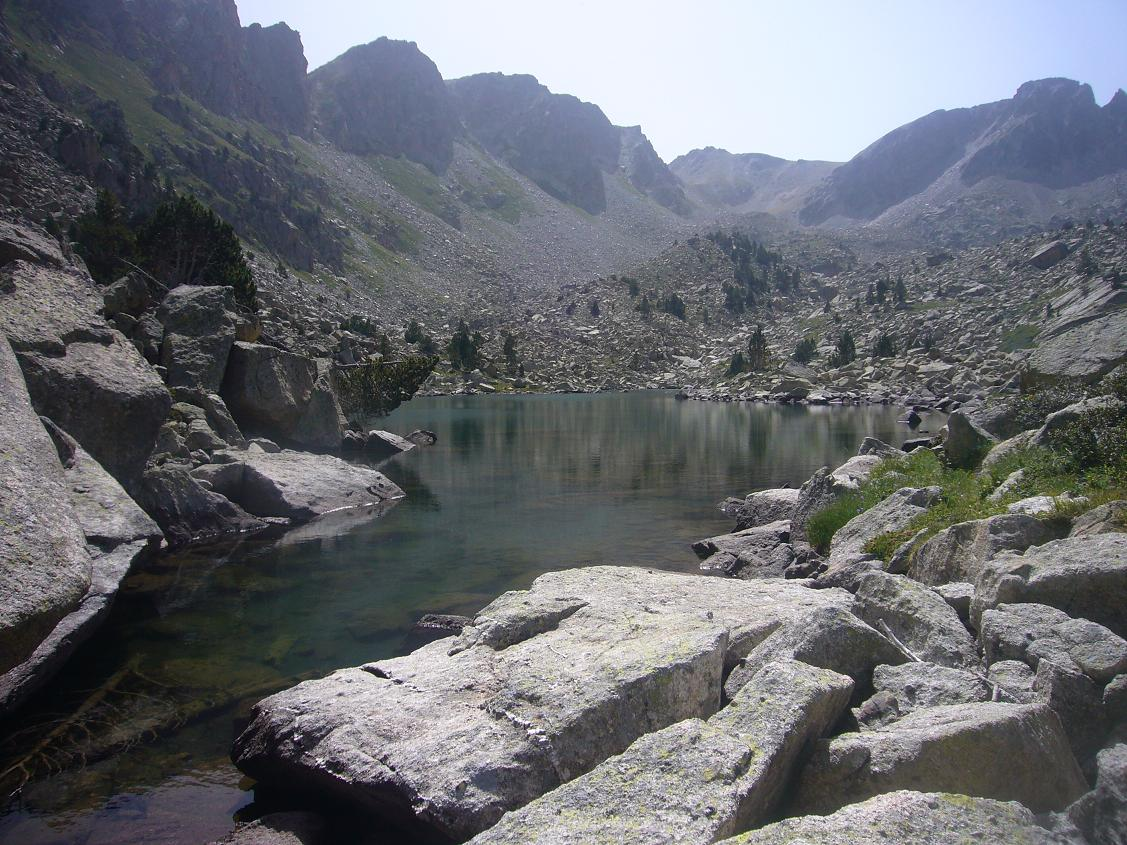
Estany de les Mussoles

Al Planell de Sant Esperit arrenca la carena, direcció sud-est, separant la vall de l'oriental Vall de Morrano, fins a trobar la Serra de les Mussoles, que continua fins a assolir el Pic de Morrano (2.813,5 m). Des del pic, limitant ara amb el circ de Cogomella, gira cap al Cap de Reguera (2.800,5 m) al sud. Frontera amb el Forat Negra, de la Vall del Riqüerna, pren rumb oest i, després de recórrer l'extens Coll Pla de Dalt (2.718,8 m), remunta al Pic de les Mussoles (2.876,5 m) a l'oest-sud-oest. En aquest cim s'inicia el serrat que, direcció nord-nord-oest fins a la Dent des Mussoles (2.800,4 m) i nord després, divideix la vall en dos: les Mussoles a llevant i la Cometa de les Mussoles a ponent; cap al sud-sud-oest, del pic, la carena continua fins que, vorejant la Coma de Mig de la Vall del Riqüerna, gira a l'oest-sud-oest per trobar la Coma del Pessó pel nord del Pic Gran del Pessó. Limitant amb aquesta última coma agafa direcció nord-est, descendeix a la Colladeta de l'Osso (2.675,4 m) i remunta al Pic Roi (2.750,4 m). En el seu tram final, deixant la vall de Montanyó de Llacs a ponent, la carena gira al nord cap al Crestell del Montanyó (2.706,8, 2.640,8, i 2.637,3 m) i el Bony del Graller (2.645,8 m), per precipitar-se finalment cap al Planell una altra vegada.
Des del capdamunt de les Mussoles, aquesta, la vall oriental, es va tancant direcció nord-nord-oest a mesura que davalla. El Pedregam de les Mussoles s'origina a les parets que baixen dels pics que la rodegen per la seva part meridional; per sota es troben els Estanys de Cap de les Mussoles (2.455 i 2.449 m). L'Estany de les Mussoles (2.359 m), més al nord, recull l'aigua dels dos petits estanys, i desguassa al Barranc de les Mussoles, que corre cap al nord-oest fins a desguassar al Barranc de Llacs.
La vall oriental, la de la Cometa de les Mussoles, té forma d'U oberta al nord. El Barranc de la Cometa de les Mussoles neix en l'extrem meridional de la vall, i davalla cap al nord per desguassar al Barranc de les Mussoles.

## Rutes[17]
La ruta surt del Planell de Sant Esperit resseguint la riba esquerra del Barranc de Llacs, fins a trobar i seguir, cap al sud-est, el Barranc de les Mussoles. Al trobar el punt on desaigua el Barranc de la Cometa de les Mussoles, la ruta comú ressegueix aquest barranc uns 400 metres direcció sud, on es bifurca.
La variant de les Mussoles gira cap al nord-est, per resseguir després la riba dreta del Barranc de les Mussoles una altra vegada, vorejar la mateixa riba de l'Estany de les Mussoles i la dreta dels Estanys de Cap de les Mussoles, i, finalment, ascendir al Coll Pla de Dalt. L'altra alternativa és continuar cap al sud fins a la collada que es troba a l'est-nord-est del Pic Gran del Pessó, per atacar aquest cim o buscar la Colladeta de l'Osso al nord-oest.
La variant de la Cometa de les Mussoles continua direcció sud.